# Oecopetalum
Oecopetalum es un género  de plantas  perteneciente a la familia Metteniusaceae. Es originario de América. El género fue descrito por Jesse More Greenman & Charles Henry Thompson y publicado en Annals of the Missouri Botanical Garden  1(4): 408 en el año 1914. La especie tipo es Oecopetalum mexicanum Greenm. & C.H.Thomps.

## Especies
- Oecopetalum greenmanii Standl. & Steyerm.
- Oecopetalum guatemalense R.A.Howard
- Oecopetalum mexicanum Greenm. & C.H.Thomps.